# Bad Girl Good Girl
«Bad Girl Good Girl» — пісня, записана k-pop гуртом Miss A, яка увійшла до їхнього дебютного мініальбому Bad But Good. Пісня стала дебютним синглом гурту в червні 2010 року. Сингл «Bad Girl Good Girl» миттєво став комерційно успішним у Південній Кореї, очоливши Gaon Digital Chart.

## Реліз
30 червня 2010 року було випущено сингл «Bad Girl Good Girl» з дебютним мініальбомом гурту Bad But Good.

## Музичне відео
30 червня 2010 року кліп на пісню вийшов в Інтернет. Музичне відео показує дівчат у школі, які синхронно танцюють.

## Виступи
Дебют гурту відбувся 1 липня 2010 року з піснею «Bad Girl Good Girl» на Mnet M Countdown. 22 липня Miss A посіли перше місце на M! Countdown. Вони знову стали номером один на KBS Music Bank наступного дня, 23 липня, і на SBS Inkigayo 1 серпня. «Bad Girl Good Girl» була визнана піснею місяця на Cyworld, одному з найбільших корейських музичних порталів.

## Досягнення
| Рік  | Організація                  | Нагорода                              | Результат | Прим. |
| ---- | ---------------------------- | ------------------------------------- | --------- | ----- |
| 2010 | Cyworld Digital Music Awards | Rookie of the Month (July)            | Перемога  |       |
| 2010 | Cyworld Digital Music Awards | Song of the Month (July)              | Перемога  |       |
| 2010 | Golden Disc Awards           | Digital Song Bonsang                  | Перемога  | [ 2 ] |
| 2010 | Melon Music Awards           | Song of the Year                      | Номінація |       |
| 2010 | Melon Music Awards           | Best Music Video                      | Номінація |       |
| 2010 | Mnet Asian Music Awards      | Song of the Year                      | Перемога  | [ 3 ] |
| 2010 | Mnet Asian Music Awards      | Best Dance Performance — Female Group | Перемога  | [ 3 ] |
| 2010 | Seoul Music Awards           | Digital Bonsang                       | Перемога  | [ 4 ] |
| 2011 | KOMCA Music Awards           | Best Dance Song                       | Перемога  | [ 5 ] |
| 2011 | Korean Music Awards          | Best Dance & Electronic Song          | Перемога  | [ 6 ] |
| 2011 | Korean Music Awards          | Song of the Year                      | Номінація | [ 7 ] |

| Програма    | Дата          |
| ----------- | ------------- |
| M Countdown | 22 липня 2010 |
| Music Bank  | 23 липня 2010 |
| Inkigayo    | 1 серпня 2010 |

## Чарти

### Щотижневі чарти
| Чарт (2010)                         | Найвища позиція |
| ----------------------------------- | --------------- |
| Південна Корея (Gaon Digital Chart) | 1               |

### Чарти на кінець року
| Чарт (2010)                      | Позиція |
| -------------------------------- | ------- |
| South Korea (Gaon Digital Chart) | 1       |

## Продажі
| Країна                   | Продажі   |
| ------------------------ | --------- |
| Південна Корея (digital) | 3,352,194 |